# Skoki do wody na Letniej Uniwersjadzie 2011
Skoki do wody na Letniej Uniwersjadzie 2011 były rozgrywane w dniach 16 – 22 sierpnia 2011. Do rozdania było 12 kompletów medali. Areną zmagań zawodników i zawodniczek była Natatorium of Universiade Center.

## Tabela medalowa
| Klasyfikacja medalowa |                   |       |        |      |       |
| Pozycja               | Państwo           | Złoto | Srebro | Brąz | Razem |
| 1                     | Chiny             | 11    | 2      | 2    | 15    |
| 2                     | Meksyk            | 1     | 3      | 3    | 7     |
| 3                     | Rosja             | 0     | 2      | 2    | 4     |
| 4                     | Ukraina           | 0     | 2      | 1    | 3     |
| 4                     | Stany Zjednoczone | 0     | 2      | 1    | 3     |
| 6                     | Malezja           | 0     | 1      | 2    | 3     |
| 7                     | Japonia           | 0     | 0      | 1    | 1     |
| Razem                 | Razem             | 12    | 12     | 12   | 36    |

## Medaliści
| Konkurencja:                  | Złoto:                         | Srebro:                                      | Brąz:                                                |
| Mężczyźni                     |                                |                                              |                                                      |
| Trampolina 1 m                | Lin Jin                        | Sun Zhiyi                                    | Ilja Kwasza                                          |
| Trampolina 3 m                | He Chong                       | Julian Sanchez Gallegos                      | Ilja Zacharow                                        |
| Wieża 10 m                    | Wu Jun                         | Wiktor Minibajew                             | Rommel Pacheco                                       |
| Trampolina 3 m synchronicznie | Chiny · Qin Kai · Lin Jin      | Meksyk · Rommel Pacheco · Jonathan Ruvalcaba | Japonia · Yu Okamoto · Sho Sakai                     |
| Wieża 10 m synchronicznie     | Chiny · Huo Liang · Lin Yue    | Rosja · Wiktor Minibajew · Ilja Żacharow     | Meksyk · Rommel Pacheco · Jonathan Ruvalcaba         |
| Drużynowo                     | Chiny                          | Ukraina                                      | Rosja                                                |
| Kobiety                       |                                |                                              |                                                      |
| Trampolina 1 m                | Shi Tingmao                    | Kelci Bryant                                 | Chen Ye                                              |
| Trampolina 3 m                | He Zi                          | Wang Han                                     | Paola Espinosa                                       |
| Wieża 10 m                    | Paola Espinosa                 | Pandalela Rinong Anak Pamg                   | Wang Xin                                             |
| Trampolina 3 m synchronicznie | Chiny · He Zi · Wang Han       | Ukraina · Olena Fiedorowa · Anna Pismienska  | Stany Zjednoczone · Bianca Alvarez · Carrie Dragland |
| Wieża 10 m synchronicznie     | Chiny · Wang Xin · Chen Ruolin | Meksyk · Paola Espinosa · Tatiana Ortiz      | Malezja · Pandalela Rinong Anak Pamg · Leong Mun Yee |
| Drużynowo                     | Chiny                          | Stany Zjednoczone                            | Malezja                                              |